# Gabriela Drăgoi
Gabriela Drăgoi (Rumania, 28  de agosto de 1992) es una gimnasta artística rumana, medallista de bronce olímpica en 2008 en el concurso por equipos.

## 2008
En los JJ. OO. de Pekín consigue el bronce por equipos, tras China (oro) y Estados Unidos (plata). Sus compañeras de equipo eran: Andreea Grigore, Andreea Acatrinei, Sandra Izbaşa, Steliana Nistor y Anamaria Tămârjan.